# Dmitrij Kołtakow
Dmitrij Siergiejewicz Kołtakow, ros. Дмитрий Сергеевич Колтаков (ur. 6 grudnia 1990 w Kurganie) – rosyjski żużlowiec.
Największe sukcesy odnosi w rywalizacji w wyścigach motocyklowych na lodzie. Jest siedmiokrotnym medalistą indywidualnych mistrzostw świata w ice speedwayu: trzykrotnie złotym (2015, 2017, 2018) oraz czterokrotnie srebrnym (2013, 2014, 2016, 2019). Sześciokrotny złoty medalista drużynowych mistrzostw świata w ice speedwayu (2013, 2014, 2016, 2017, 2018, 2019). Sześciokrotny medalista indywidualnych mistrzostw Rosji w ice speedwayu: dwukrotnie złoty (2017, 2018), trzykrotnie srebrny (2014, 2016, 2019) oraz brązowy (2013).